# Instituto Tecnológico Superior de San Martín Texmelucan
El Instituto Tecnológico Superior de San Martín Texmelucan, ITSSMT, es un órgano público descentralizado dedicado a ofertar educación superior, localizado en San Martín Texmelucan, Puebla. Institución que forma parte del Tecnológico Nacional de México, el cual es responsable, a nivel nacional de 266 instituciones, de las cuales 126 son Institutos Tecnológicos Federales, 134 Institutos Tecnológicos Descentralizados, cuatro Centros Regionales de Optimización y Desarrollo de Equipo (CRODE), un Centro Interdisciplinario de Investigación para el Desarrollo de la Educación Tecnológica (CIIDET) y un Centro Nacional de Investigación y Desarrollo Tecnológico (CENIDET),  el Tecnológico Nacional de México viene a ser la institución más grande en Latinoamérica al tener matriculados en el ciclo 2014-2015 a 521,105 estudiantes.

## Localización
Geográficamente el ITSSMT se ubica en el Municipio de San Martín Texmelucan, en el Estado de Puebla, con domicilio en C. Barranca de Pesos s/n, San Lucas Atoyatenco, C.P. 74120; como referencia, al costado del Centro Escolar.

## Oferta académica
El ITSSMT ofrece las carreras de:
- Contaduría Pública
- Ingeniería Ambiental
- Ingeniería Industrial
- Ingeniería Electromecánica
- Ingeniería en Gestión Empresarial
- Ingeniería en Sistemas Computacionales
- Ingeniería en Tecnologías de la Información y Comunicaciones
- Licenciatura en Turismo

## Antecedentes
Forma parte del Tecnológico Nacional de México (TNM), de la Secretaría de Educación Pública de México, el cual tiene presencia a lo largo y ancho del territorio nacional.
El Instituto Tecnológico Superior de San Martín Texmelucan, inicio labores el 2 de diciembre de 2002 con las carreras de Ingeniería en Sistemas Computacionales e Ingeniería Electromecánica, en ese periodo estuvo alojado en instalaciones provisionales ubicadas en la calle Miguel Nájera de la ciudad de San Martín Texmelucan; en 2004 se abre la carrera de Ingeniería Industrial, y en ese año se contaba con la primera unidad de prácticas en el terreno ubicado en el ejido de San Lucas Atoyatenco; en 2006 inicia actividades la Licenciatura en Contaduría, y se inaugura el segundo edificio; a partir de 2010 se ofrece la carrera de Ingeniería Ambiental y la carrera de Licenciatura en Contaduría cambia su denominación a Contador Público. A partir de 2015 se incluye en la oferta las carreras de Ingeniería en Tecnologías de la Información y Comunicaciones e Ingeniería en Gestión Empresarial. Desde su fundación, el 2 de diciembre de 2002 estuvo representado por el M.C. Fiacro Luis Torreblanca Coello, primero como encargado de dirección general y posteriormente como titular de la misma; y al vencer su periodo, en 2014 asume el cargo el Arq. José Israel Pérez Osorio. Para febrero de 2017, este último es sustituido por el Mtro. Guillermo Antonio Almazán Smith quien estuvo hasta febrero de 2018, quedando en su lugar el Lic. Gustavo Cebada Magaña, siendo sustituido en febrero de 2019 por la Mtra. Itzel Rosalía Pimienta Hernández. En octubre de 2021 llega a la Dirección General el Mtro. Mauricio Escobar Martínez, quien enfrentó el reto de volver a recuperar la matrícula, que fue afectada por la pandemia provocada por el virus Sars-cov-19 y que originó que a partir de 2020 las actividades académicas migraran a estar en línea, atendiendo los protocolos de salud dictados por las autoridades.

## Logros
Actualmente el ITSSMT, cuenta con las certificaciones: ISO 9001:2015 (Sistemas de Gestión de la Calidad); ISO 14001:2015 (Sistemas de Gestión Ambiental), SGIG (Sistema Gestión de Igualdad de Género), e ISO 50001: 2018 (Sistemas de Gestión de Energía); cabe hacer mención que las certificaciones ISO 9001 e ISO 14001, se realizaron bajo un Sistema de Gestión Integral, siendo una de las instituciones educativas pioneras a nivel nacional en integrar dichos sistemas. Por otra parte se tiene acreditada la carrera de Contaduría Pública por CACECA; y ha sido evaluada por CIIES en sus ingenierías. 
En su joven trayectoria el ITSSMT ha obtenido varios reconocimientos estatales, nacionales e internacionales; entre los que destacan:
- Primer lugar mundial en el concurso "The Millennium World Prize 2009-2010" otorgado por la UNESCO, con un cortometraje animado denominado "el Xocoyote" que muestra el interés por el cuidado al medio ambiente;
- La participación del grupo de robótica (en su origen PIAL -Proyecto de inteligencia artificial con Lego- posteriormente PARP -Programa de Aplicaciones Robóticas Programables- y en la actualidad PROMETEC -Programa de Robótica y Mecánica del ITSSMT-) en el Torneo Mexicano de Robótica (TMR) en las categorías de robots humanoides futbolistas, robots limpiadores de playa, y Standar Education Kits (SEK) así como en las competencias de Robocup (Turquía 2011, México 2012, Holanda 2013, Brasil 2014, China 2015, Alemania 2016, Japón 2017 y Canadá 2018) en la categoría de robots humanoides futbolistas;
- Desde el año 2013, se ha logrado la participación en el Programa de Cooperación Académica Internacional entre la SEP del Estado de Puebla, la embajada de los Estados Unidos de América en México y la Universidad Estatal de Nueva York, donde varios estudiantes han realizado intercambio académico.
- En 2014 la docente investigadora, adscrita a la carrera de contaduría, Maestra en Contribuciones Esmeralda Aguilar Pérez, obtiene el premio estatal de Ciencia y Tecnología, otorgado por el Consejo de Ciencia y Tecnología del Estado de Puebla (CONCYTEP) en la modalidad de Divulgación de la Ciencia en el área de Ciencias Sociales y Humanidades.
- A través de los programas impulsados por el Gobierno Federal y Gobierno del Estado (Vive México, Proyecta 100,00 y Rumbo Joven 100), 11 estudiantes han podido participar en intercambios internacionales.
- En el año 2014 se promueve el emprendedurismo en el instituto por medio de programas de emprendimiento como son IMPULSA Y TREPCAMP. Se ha implementado un modelo para los jóvenes que quieren empezar a ser emprendedores llamado MODELO TALENTO EMPRENDEDOR.
- Desde 2007 se realiza la publicación de la revista 100CIA TEC; creada con la finalidad de difundir los avances en Ciencia y Tecnología en la región de San Martín Texmelucan, en la cual se incluyen artículos de interés donde la planta docente del ITSSMT e investigadores externos, presentan con contenido actualizado en las distintas temáticas de interés y actualidad. La publicación cuenta con derechos de uso exclusivo por parte del Instituto Nacional de Derecho de Autor, así como los registros ISSN para sus publicaciones impresa y electrónica, al ser una revista arbitrada.
- En su proceso de consolidación de docentes investigadores, se busca el reconocimiento de los mismos por parte del PRODEP de la SEP Federal, al otorgarles el "perfil deseable". También la formación de grupos colegiados a través de la integración de cuerpos académicos, contando actualmente con 6 de ellos: en Formación ITESSMT-CA-2 - Desarrollo de Sistemas de información y comunicación, ITESSMT-CA-4 - Energías renovables e instrumentación electrónica, ITESSMT-CA-5 - Optimización de sistemas de manufactura, ITESSMT-CA-7 - Ciencia Básica en Ingeniería Ambiental, ITESSMT-CA-8 - Gestión empresarial; en Consolidación: ITESSMT-CA-3 - Gestión Estratégica, innovación y educación para el desarrollo competitivo de las organizaciones. También varios docentes se encuentran inscritos en el Sistema Nacional de Investigadores, en nivel C y en nivel 1.